# Železniční viadukt v Mezihoří
Železniční viadukt v osadě Mezihoří, části obce Dolní Loučky v okrese Brno-venkov v Jihomoravském kraji, se nachází na železniční trati Brno – Havlíčkův Brod a překonává údolí s říčkou Loučkou. Postaven byl v letech 1940–1950.

## Historie
Mezihořský viadukt o délce 217 m a výšce 38 m nad hladinou Loučky se nachází v km 35,943–36,160 nové trati mezi Brnem a Havlíčkovým Brodem, o jejíž stavbě bylo rozhodnuto v roce 1938. Úsek mezi stanicemi Tišnov a Řikonín měla stavět pražská firma Ing. Zdenko Kruliš. Původní projekt předpokládal, že údolí u Mezihoří bude překonáno ocelovým příhradovým viaduktem o pěti polích se štíhlými zděnými pilíři. Podle tohoto projektu také začala firma Kruliš s vlastní stavbou mostu, v roce 1940 bylo v souvislosti s pokračující realizací navazujícího tunelu zahájeno budování betonové opěry na žďárské straně. Po jejím dokončení ještě téhož roku ale byla stavba zastavena, protože německý válečný průmysl měl nedostatek oceli. Proto byl projekt přepracován do podoby desetiklenbového železobetonového viaduktu s 11 pilíři, jejichž líc je tvořen žulovými kvádry. Během roku 1942 byla stavba obnovena hloubením základů pro dva pilíře, práce se však postupně zpomalovaly, až nakonec byla realizace mostu k 31. prosinci 1943 opět přerušena.
K definitivnímu obnovení stavby (podle pozměněného projektu z dob války) došlo v roce 1946, zpočátku však tempo budování nebylo velké. V červnu 1947 byla rozestavěna většina pilířů, dokončeny byly na jaře 1949. To již byla znárodněná firma Kruliš součástí závodu Baraba (části Československých stavebních závodů), roku 1950 se z Baraby stal samostatný národní podnik Dopravní stavby Havlíčkův Brod. Po dohotovení pilířů v roce 1949 bylo započato s betonováním kleneb, přičemž tato činnost byla ukončena v červnu 1950 a samotný most byl do konce roku 1950 prakticky dokončen. Doprava na trati byla slavnostně zahájena 20. prosince 1953.